# Haarlemmermeerstraat
De Haarlemmermeerstraat is een straat in Amsterdam-Zuid. De straat verbindt het Hoofddorpplein met het Surinameplein en is in 1927 genoemd naar de Haarlemmermeer. Andere straten in de buurt zijn eveneens genoemd naar plaatsen ten zuidwesten van Amsterdam. De straat is ongeveer 650 meter lang. Halverwege tussen de Theophile de Bockstraat en de Albert Neuhuysstraat bevindt zich aan beide kanten een plantsoen.
De straat werd aangelegd in 1927 op het grondgebied van de in 1921 geannexeerde gemeente Sloten. Deze gemeente had voordien al plannen gemaakt voor een nieuwbouwwijk ten westen van de Sloterkade, maar de plannen werden in gewijzigde vorm uitgevoerd door de gemeente Amsterdam als onderdeel van het Plan West.
Tot de indeling in stadsdelen maakte de Haarlemmermeerstraat onderdeel uit van het Overtoomse Veld. Vanaf 1990 werd de Hoofddorppleinbuurt ingedeeld bij stadsdeel Amsterdam-Zuid, van 1998 tot 2010 was dit Oud Zuid.

## Openbaar vervoer
Sinds 1950 rijdt buslijn 15 en zijn voorganger lijn F door deze straat. Buslijn 15 heeft halverwege de straat een halte. Al lange tijd bestaan er plannen om een groot deel van deze buslijn door een tramlijn te laten overnemen. Dit betekent dat er in dat geval tramsporen in de straat zouden kunnen worden aangelegd.

## Fotogalerij

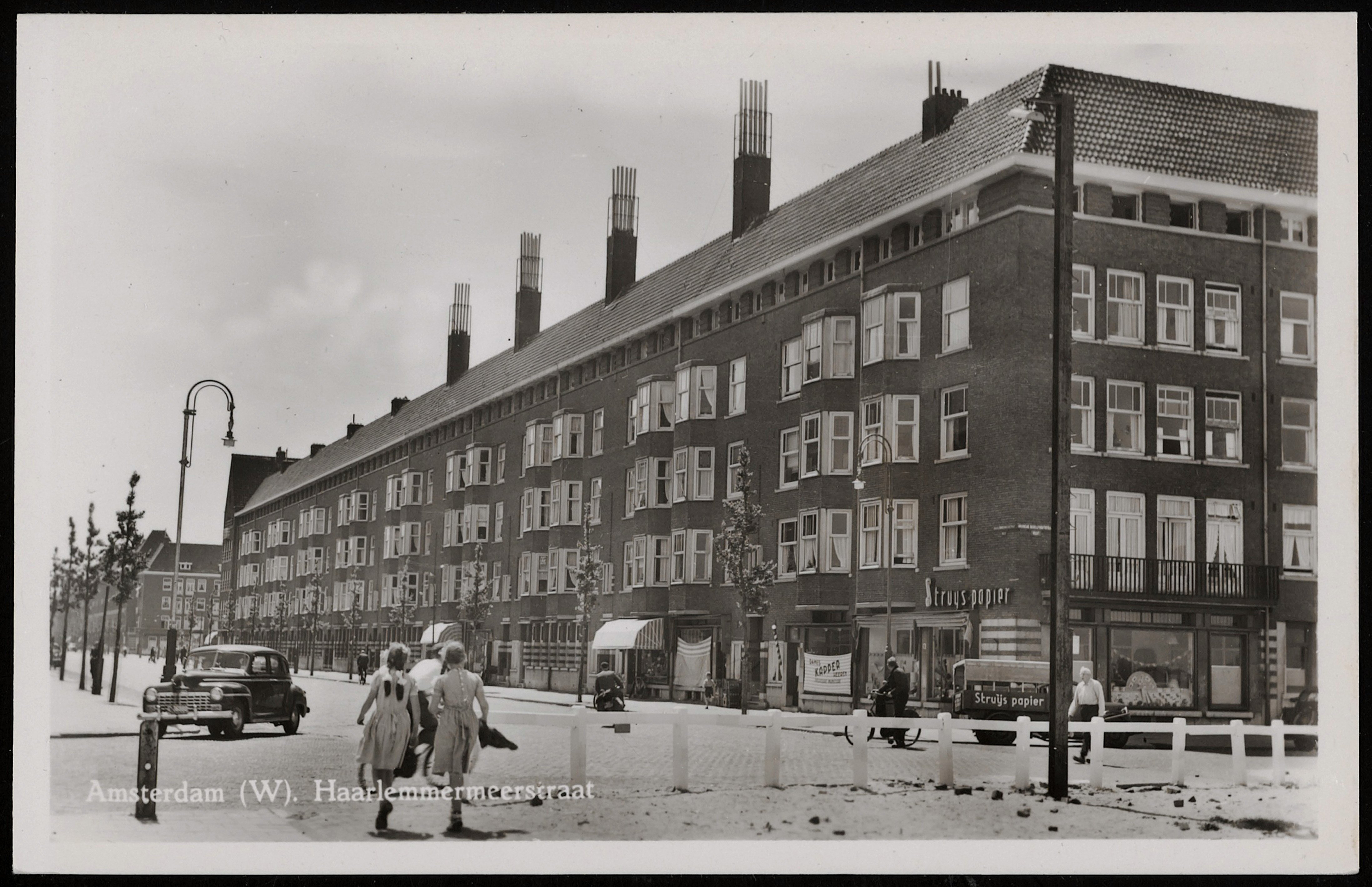
Haarlemmermeerstraat begin jaren dertig
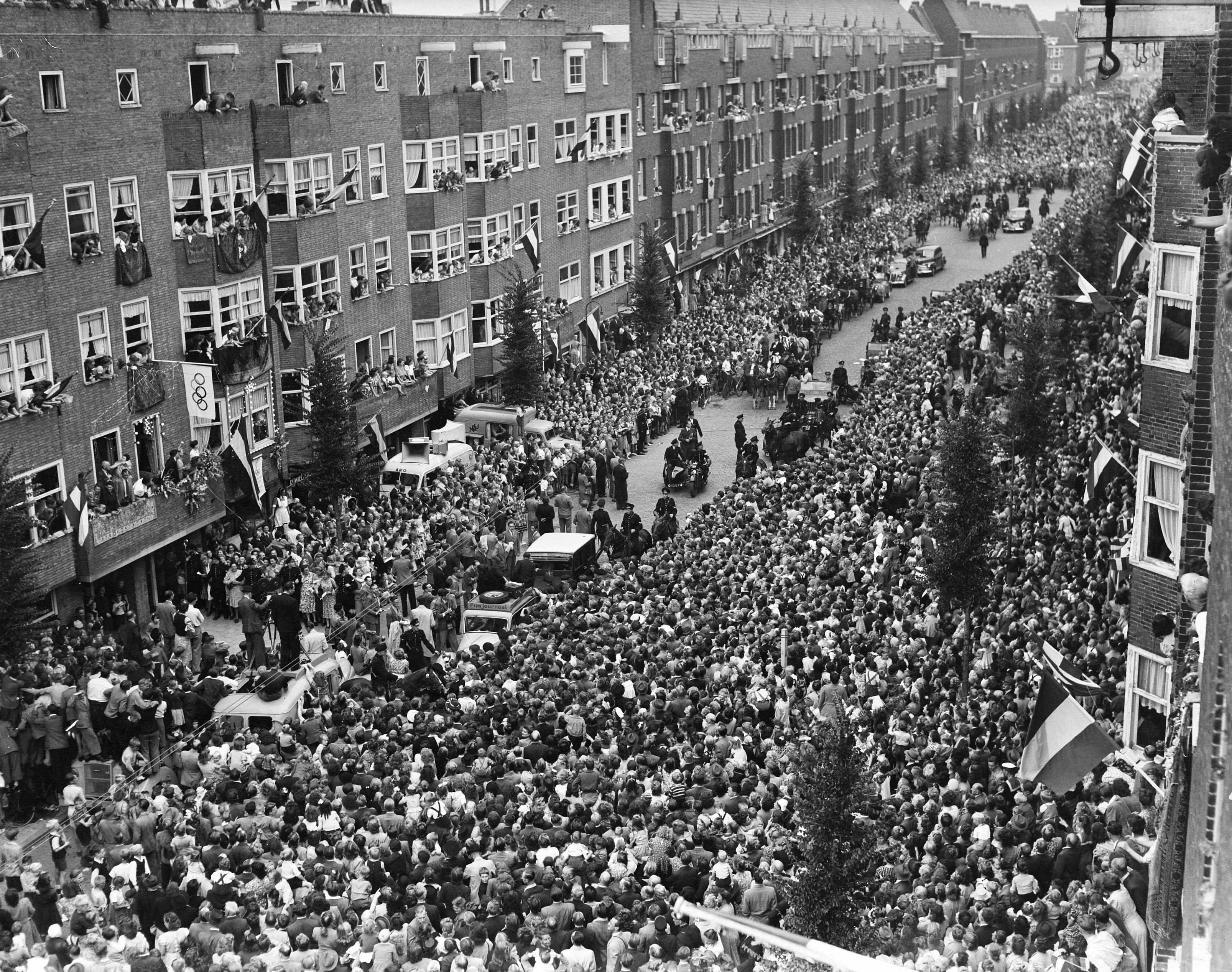
Huldiging Fanny Blankers-Koen in 1948
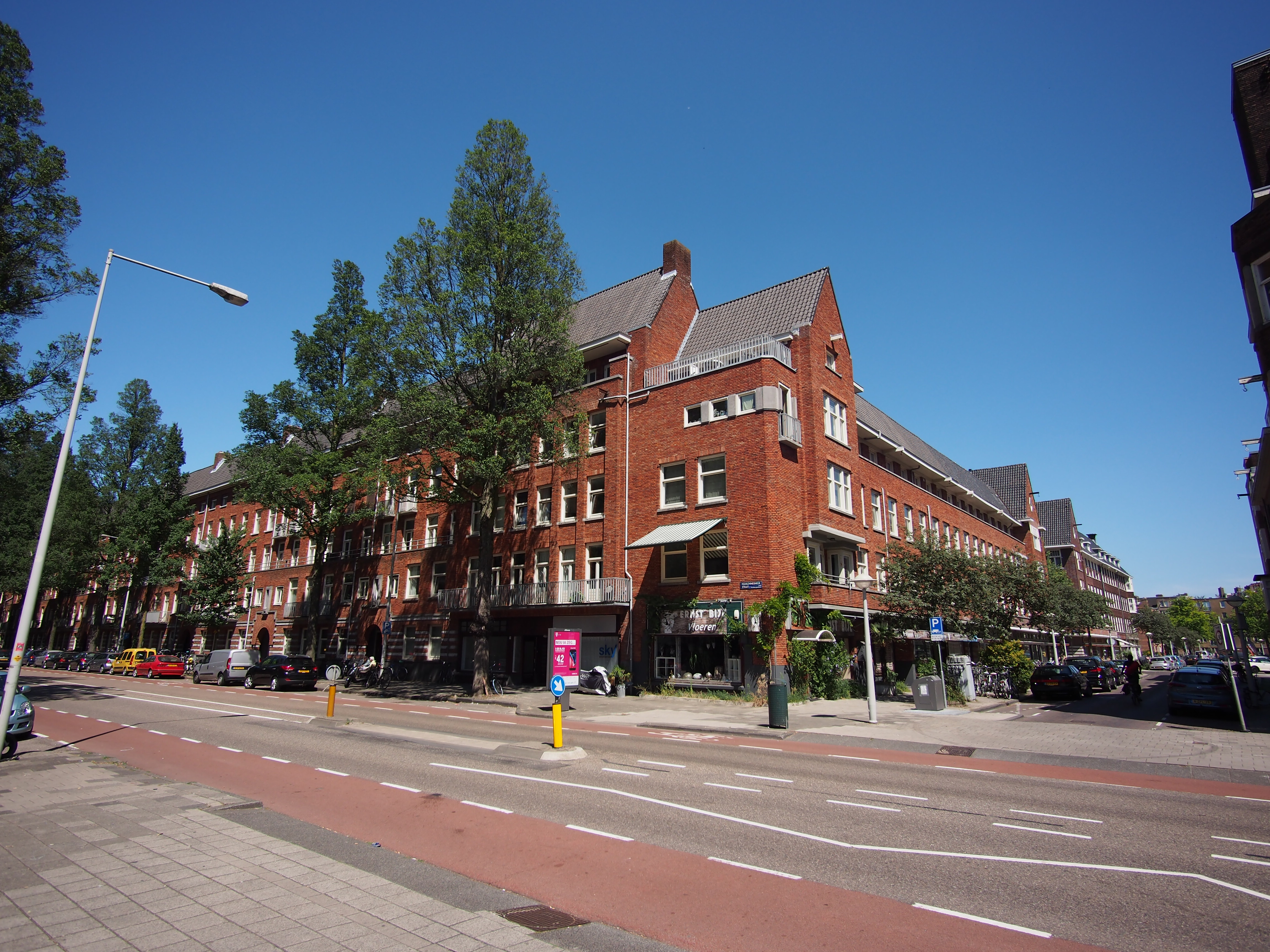
Haarlemmermeerstraat bij Weissenbruchstraat in 2018